# Бредихін Вадим Вікторович
Бредихін Вадим Вікторович (нар. 3 серпня 1976) - доцент, кандидат технічних наук, доктор філософії, член Польської академії наук, декан факультету механотроніки та інжинірингу Державного біотехнологічного університету.

## Біографія
Вадим Вікторович народився 3 серпня 1976 року в м. Харків.
У 1995 році закінчив Харківський автотранспортний технікум ім. С. Орджонікідзе.
У 1998 році закінчив Харківський державний технічний університет сільського господарства, за спеціальністю «експлуатація і ремонт сільськогосподарської техніки», а у 1999 році здобув другу вищу освіту за спеціальністю «філософія людського спілкування».
У 2003 році асистент кафедри деталей машин та підйомно-траспортних машин.
У 2005 році доцент кафедри деталей машин та підйомно-траспортних машин Харківського державного технічного університету сільського господарства.
У 2006 році одержав ступінь доктора філософії.
З 2013 по 2015 роки керівник організаційно-адміністративного відділу Харківського національного технічного університету сільського господарства імені Петра Василенка.
З 2018 по 2021 роки директор ННІ переробних і харчових виробництв Харківського національного технічного університету сільського господарства імені Петра Василенка.
У 2020 році отримав диплом магістра за спеціальністю "Менеджмент".
У 2021 році декан факультету механотроніки та інжинірингу Державного біотехнологічного університету.

## Праці
Вадим Вікторович автор біля 100 наукових праць, в тому числі навчальних посібників - 2, наукових монографій - 4.

## Відзнаки та нагороди
- номінант обласного конкурсу «Вища школа Харківщини - кращі імена» (2006);
- почесна грамота Міністерства освіти і науки України (2007);
- Відмінник освіти України (2008);
- лауреат премії Верховної Ради України найталоновитішим молодим ученим в галузі фундаментальних і прикладних досліджень та науково-технічних розробок (2010);
- стипендіат обласної стипендії ім. О. Н. Соколовського (2010);
- грамота Міністра аграрної політики та продовольства України (2013);
- подяка Міністерства аграрної політики та продовольства України (2015);
- подяка Харківського міського голови (2018);
- почесна грамота Національного Олімпійського комітету України (2019);
- почесна грамота Харківської обласної Державної адміністрації (2020, 2023);
- нагрудний знак та Award sertificate від адміністрації президента США за вагомий внесок у вихованні молоді у традиціях Українського козацького лицарства (2021);
- почесна грамота Харківської міської ради (2023).